# Aidyn Chronicles: The First Mage
Aidyn Chronicles: The First Mage är ett rollspel som utvecklats av den kanadensiska studion H2O Interactive och publicerades av THQ för spelkonsolen Nintendo 64.